# میشل برژه
میشل برژه (فرانسوی: Michel Berger‎; ۲۸ نوامبر ۱۹۴۷ – ۲ اوت ۱۹۹۲) خواننده و ترانه‌سرای اهل فرانسه بود. او به مدت دو دهه از چهره‌های مطرح موسیقی پاپ فرانسه در خوانندگی و نیز ترانه‌سرایی برای خوانندگانی همچون فرانس گال (همسرش)، فرانسواز اردی و جانی هالیدی بود.